# Rockwell B-1 Lancer
El Rockwell B-1 Lancer es un bombardero estratégico cuatrimotor con ala de geometría variable, usado por la Fuerza Aérea de los Estados Unidos (USAF) desde 1986. Concebido inicialmente en los años 60 como un bombardero supersónico con suficiente alcance y capacidad de carga como para reemplazar al Boeing B-52 Stratofortress, finalmente en los años 1980 se desarrolló principalmente para realizar incursiones a baja cota, con largo alcance y capacidad de vuelo supersónico a gran altitud.
Diseñado por Rockwell International, el desarrollo de este bombardero se retrasó en múltiples ocasiones a lo largo de su historia, ya que la teoría del equilibrio estratégico cambió de la respuesta flexible a la destrucción mutua asegurada y viceversa. La versión inicial B-1A fue desarrollada a principios de los años 70, pero su producción fue cancelada en 1977 y solo se construyeron cuatro prototipos. En 1980, el B-1 resurgió con la versión B-1B, enfocada en el bombardeo de incursión a baja cota. Entró en servicio en 1986 con el Mando Aéreo Estratégico de la USAF como bombardero nuclear. 
En los años 90, el B-1B fue modificado para ser usado como bombardero convencional. Entró en combate por primera vez durante la Operación Zorro del Desierto en 1998 y después en el bombardeo de la OTAN sobre Yugoslavia del año siguiente. El B-1B continuó apoyando las fuerzas militares estadounidenses y de la OTAN en Afganistán e Irak. El B-1 Lancer es el componente supersónico de la fuerza de bombarderos de largo alcance de la USAF, junto a los subsónicos B-52 Stratofortress y B-2 Spirit. El B-1 es llamado habitualmente "Bone" (originalmente "B-One"). Tras la retirada del General Dynamics/Grumman EF-111A Raven en 1998 y el Grumman F-14 Tomcat en 2006, el B-1B es el único avión con ala de geometría variable activo en las Fuerzas Armadas de los Estados Unidos. Se espera que el B-1B continúe en servicio hasta el año 2025, cuando sería complementado por el Northrop Grumman B-21 Raider.

## Desarrollo

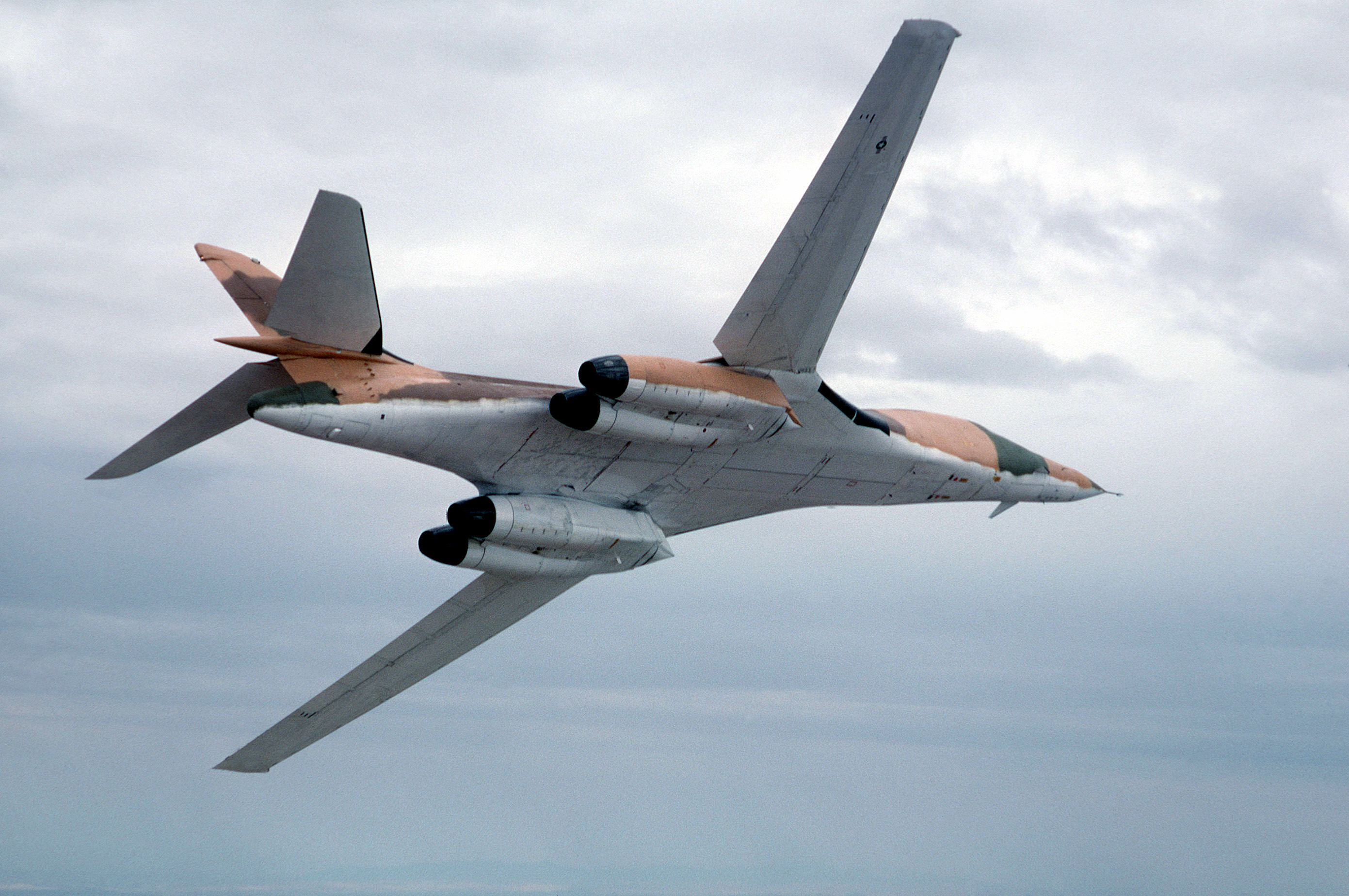
Vista inferior de un B-1A en 1981.

### Programa del B-1A
El B-1A fue el diseño original destinado a realizar las primeras pruebas de vuelo, con motores provistos de tomas de aire de geometría variable y capaz de alcanzar una velocidad máxima de Mach 2,2. Fueron construidos cuatro prototipos y las pruebas de vuelo a alta velocidad continuaron durante muchos años durante la década de 1970, pero no entró en producción en serie debido a su alto coste de operación por hora de vuelo y a las elevadas presiones dinámicas sobre el fuselaje y las alas generadas durante las pruebas de vuelo.

### Programa del B-1B
El B-1B es un diseño revisado del B-1 con firma radar reducida y capaz de alcanzar una velocidad máxima de Mach 1,25, después de varios años de pruebas fue optimizado para realizar incursiones a baja cota; se aprobó su construcción en serie después de varios años de pruebas y después de la aprobación de diferentes gobiernos durante su desarrollo, fabricándose un total de 100 ejemplares de la versión B-1B.

## Diseño
El B-1B es un avión bombardero de largo alcance, dispone de una forma integrada de las alas y el fuselaje, alas de geometría variable y la configuración de sus motores le confiere una gran velocidad, alcance y capacidad de supervivencia en ambientes hostiles. 
La configuración de alas en flecha mínima (alas extendidas) se usa para despegues, aterrizajes y para mantener la velocidad de crucero normal a altas cotas. La configuración en flecha máxima se usa para poder alcanzar velocidades transónicas y supersónicas, a alta y baja cotas, aumentando su maniobrabilidad, economía de combustible a alta velocidad y capacidad de sorpresa, en ataques de penetración profunda a baja cota. 
La tripulación consta de cuatro ocupantes, colocados en posición 2+2: piloto, copiloto, oficial de sistemas ofensivos y oficial de sistemas defensivos, radar y contramedidas electrónicas; con tres bodegas internas de carga de armas, dos detrás de la cabina de mando, bajo el fuselaje central y otra entre los motores, con lanzadores rotatorios de misiles y bombas, ideados para lanzar una gran variedad de misiles y bombas de caída libre convencionales, guiadas por láser y por satélite GPS.

### Aviónica

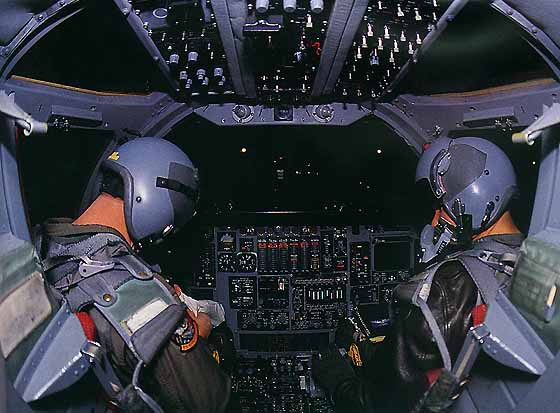
Cabina de vuelo de un B-1B de noche.

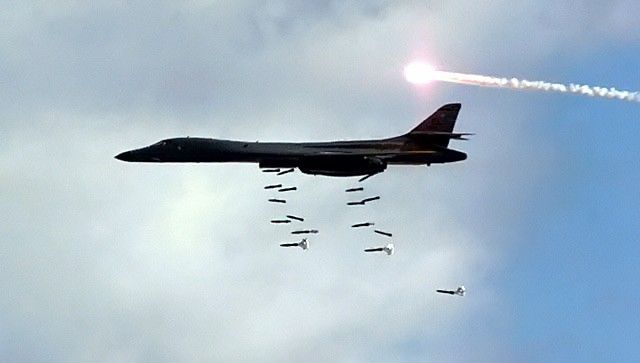
Un B-1B lanzando bombas y disparando una bengala MJU 23.

Las capacidades ofensivas del B-1B incluyen un radar de apertura sintética, indicadores de movimiento de objetivos terrestres y capacidad de seguimiento del perfil del terreno, un extremadamente preciso sistema de GPS/sistema de navegación inercial, control de aviónica, un radar de efecto Doppler y un radioaltímetro. Estas características permiten a las tripulaciones navegar perfectamente, sin necesidad de ayudas terrestres, actualizando los datos de la misión y del objetivo durante el vuelo, y le confieren una capacidad de bombardeo de precisión.
El equipamiento electrónico del B-1B de interferencias, contramedidas infrarrojas y el sistema de alerta de localización radar, combinado con su bajo eco radar hacen del B-1B un avión con gran capacidad de supervivencia en ambientes hostiles. La aviónica de defensa consiste en un equipo ALQ-161A de vigilancia de radio frecuencia y contramedidas electrónicas, un alertador de cola, contramedidas lanzables (reflectores antirradar chaff y bengalas), complementados con el sistema de defensa ALE-50.
El sistema de aviónica de defensa lo compone un paquete de contramedidas electrónicas que detecta las posibles amenazas enemigas y aplica la contramedida necesaria, como los perturbadores de radar, o lanza una bengala o un reflector antirradar contra los misiles autoguiados hacia el avión. El equipo ALE-50 complementa al sistema a su vez, dando protección contra amenazas de radio frecuencia. El bajo eco radar del B-1B es debido a la combinación de materiales absorbentes de radar unido a un fuselaje especialmente diseñado, siendo su eco radar de aproximadamente el 1 por ciento del que refleja el B-52. Al igual que la aviónica ofensiva, la aviónica defensiva puede ser reprogramada en vuelo para hacer frente a nuevas amenazas u objetivos.

### Actualizaciones

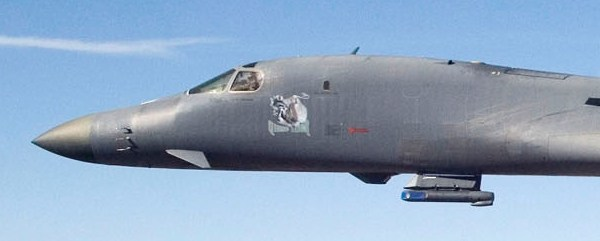
Un B-1 Lancer equipado con contenedor de búsqueda de blancos Sniper XR.

El B-1B ha sufrido numerosas mejoras desde que entró en servicio, sobre todo en lo referente al paquete de contramedidas electrónicas, computadoras de vuelo, armas de precisión y armas guiadas lanzadas a distancia. El programa de mejoras de este avión bombardero, diseñado inicialmente en los años setenta y que entró en producción en serie en los años ochenta, después de varias demoras y cambios de gobierno, incluyó varias mejoras en las computadoras de vuelo, GPS, mejoras en la interfaz de control de las armas para permitir el uso de municiones combinadas (JDAM), seguridad en las radios y mejoras en los ordenadores de a bordo, para permitir mayor precisión y armas como las municiones dispensadoras que permiten correcciones al viento.
Esas mejoras permitirán utilizar en un futuro las municiones en miniatura de precisión, como las bombas de pequeño diámetro. Estas y otras mejoras servirían para alargar la vida útil de este bombardero hasta el año 2010.

### Futuro
Con la llegada del nuevo bombardero invisible al radar, en forma de ala voladora de diseño furtivo B-2 Spirit en los 90, y el mantenimiento y mejoras de los afamados B-52, su continuidad ha sido muy cuestionada. No obstante, su gran velocidad de penetración, su gran capacidad de carga de armas y combustible, su baja marca de radar y sus sistemas de defensa y ataque actualizados se consideran útiles incluso para misiones de combate de ataques nucleares en el nuevo siglo, como las misiones del bombardero supersónico B-58 Hustler en el siglo pasado.[cita requerida]
Debido a la aparición de nuevos misiles tácticos con mayor precisión, embarcados en submarinos y barcos de guerra, estos aviones bombarderos supersónicos de largo alcance quedaron obsoletos y no se continuó con el desarrollo de nuevos modelos de producción en serie debido a su alto coste de producción, coste operativo, mantenimiento, coste de vuelo por hora y función muy específica. Sin embargo, recientemente, con los acuerdos de limitación de armas estratégicas START II entre Rusia y Estados Unidos para desmantelar los misiles, se ha iniciado un nuevo programa de diseño y desarrollo para la construcción de nuevos aviones bombarderos supersónicos de largo alcance que volarán en el nuevo siglo en lo que podría ser un nuevo resurgimiento de este tipo de aviones bombarderos de diseño futurista.[cita requerida]

## Historia operacional
El B-1B mantiene varios récords de velocidad, carga y distancia. La National Aeronautic Association (Asociación Nacional de Aeronáutica estadounidense) reconoció al B-1B como poseedor de uno de los diez récord más importantes en 1994.
Operacionalmente, el B-1B tuvo su bautismo de fuego apoyando las operaciones contra Irak durante la Operación Zorro del Desierto en diciembre de 1998. Los B-1B también se han usado en la Operación Fuerza Aliada de patrulla en las zonas de exclusión aérea en Irak y, más notablemente, en las operaciones de ataque en Afganistán y la Operación Libertad Iraquí.

## Variantes
B-1A
Diseño original, con motores provistos de tomas de aire de geometría variable y capaz de alcanzar una velocidad máxima de Mach 2,2. Fueron construidos cuatro prototipos; no entró en producción en serie.
B-1B
Diseño revisado del B-1 con firma radar reducida y capaz de alcanzar una velocidad máxima de Mach 1,25. Fue optimizado para realizar incursiones a baja cota. Fueron fabricados un total de 100 ejemplares de esta versión.
B-1R
Propuesta de actualización de los aviones B-1B existentes. El B-1R (R de "regional") estaría equipado con radares avanzados, misiles aire-aire y nuevos motores Pratt & Whitney F119. Esta versión podría alcanzar una velocidad máxima de Mach 2,2, pero con un 20 % menos de alcance.

## Operadores
Estados Unidos

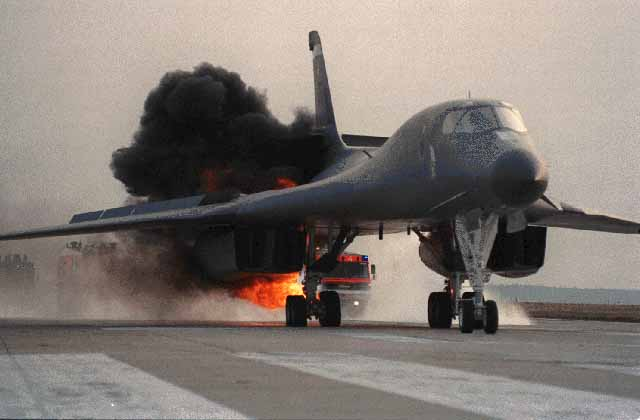
Un B-1B realizando un aterrizaje de emergencia en la Base Aérea de Rhein-Main, Alemania, en junio de 1994.

- Fuerza Aérea de los Estados Unidos
  - En servicio activo
    - 7.ª Ala de Bombardeo
    - 28.ª Ala de Bombardeo

  - Fuera de servicio
    - 319.ª Ala de Bombardeo
    - 366.ª Ala
    - 384.ª Ala de Bombardeo
    - 412.ª Ala de Pruebas
    - 96.ª Ala de Bombardeo
    - 6510.ª Ala de Pruebas
    - 116.ª Ala de Bombardeo (Guardia Nacional Aérea)
    - 184.ª Ala de Bombardeo (Guardia Nacional Aérea)

## Accidentes
El 4 de abril de 2008, un B-1B se estrelló tras aterrizar en la base al-Udeid en Catar. Los tripulantes fueron evacuados sin problemas.

## Especificaciones (B-1B)
Referencia datos: USAF Fact Sheet, Jenkins, Pace, Lee.

### Características generales
- Tripulación: Cuatro (piloto, copiloto, Oficial de Sistemas Ofensivos y Oficial de Sistemas Defensivos)
- Carga: 56 700 kg de carga externa e interna
- Longitud: 44,5 m (146 ft)
- Envergadura: (ala de geometría variable)

  - Alas extendidas: 41,8 m
  - Alas recogidas: 24,1 m
- Altura: 10,4 m (34,1 ft)
- Superficie alar: 181,2 m² (1950,5 ft²)
- Perfil alar: NA69-190-2
- Peso vacío: 87 100 kg (191 968,4 lb)
- Peso cargado: 148 000 kg (326 192 lb)
- Peso máximo al despegue: 216 400 kg (476 945,6 lb)
- Planta motriz: 4× turbofán General Electric F101-GE-102.
  - Empuje normal: 64,9 kN (6618 kgf; 14 590 lbf) de empuje cada uno.
  - Empuje con postquemador: 136,9 kN (13 960 kgf; 30 776 lbf) de empuje cada uno.
- Capacidad de combustible auxiliar: depósito de combustible de 38 000 litros opcional en cada una de las 3 bodegas de armas

### Rendimiento
- Velocidad máxima operativa (Vno): 

  - A altitud: 1340 km/h (833 MPH; 724 kt) (Mach 1,25) a 15 000 m de altitud
  - A baja cota: 1130 km/h (702 MPH; 610 kt) (Mach 0,92) a 60-150 m de altitud
- Alcance: 11 998 km (6478 nmi; 7455 mi)
- Radio de acción: 5543 m (18 186 ft)
- Techo de vuelo: 18 288 m (60 000 ft)
- Carga alar: 816 kg/m² (167,1 lb/ft²)
- Empuje/peso: 0,38Dibujo 3 vistas del B-1B Lancer.

### Armamento
- Puntos de anclaje: 6 puntos externos (usados para armas actualmente restringidas por la normativa START I[12]) y 3 bodegas internas con una capacidad de 27 000 y 34 000 kg respectivamente, para cargar una combinación de:  
  - Bombas: 

    - Bombas de propósito general
      - 81× Mk 82 (241 kg)
      - 84× Mk 82 frenadas
      - 24× Mk 84 (925 kg)

    - Minas navales
      - 84× Mk 62 Quickstrike (basada en la bomba Mk 82)[13]
      - 24× Mk 65[14]

    - Bombas de racimo
      - 30× CBU-87 CEM/89 Gator/97 SFW
      - 30× CBU-103/104/105 WCMD

    - Bombas guiadas por satélite
      - 24× JDAM GBU-31 (Mk 84 o BLU-109)
      - 15× JDAM GBU-38 (Mk 82)
      - 96× o 144× GBU-39 Small Diameter Bomb (aún no operativas en el B-1)

    - Bombas nucleares
      - 24× B61[14]
      - 24× B83[14]

  - Misiles: 

    - 12× misil aire-superficie AGM-154 JSOW
    - 24× misil de crucero AGM-158 JASSM

### Aviónica
- Sistema radar de antenas en fase AN/APQ-164 de predicción ofensiva pasiva
- Radar de alerta temprana AN/ALQ-161 y sistema de protección activa de contramedidas con interferidor de radar
- Sistema de administración de defensas AN/ASQ-184
- Pod localizador Lockheed Martin Sniper XR (opcional).[15][16]

## Aeronaves relacionadas

### Aeronaves similares
- General Dynamics FB-111
- Myasishchev M-50
- Túpolev Tu-22M
- / Túpolev Tu-160

### Secuencias de designación
- Secuencia NA-_ (interna de North American): ← NA-420 - NA-430 - NA-431 - D481 - NA-704
- Secuencia B-_ (Bombarderos estadounidenses, 1962-presente): ← B-1 - B-2